# اچ‌ام‌اس توربولنت (۱۹۱۹)
اچ‌ام‌اس توربولنت (۱۹۱۹) (به انگلیسی: HMS Turbulent (1919)) یک کشتی بود. این کشتی در سال ۱۹۱۹ ساخته شد.